# Dekin
Az 1-dekin alkin szénhidrogén, képlete C10H18.

## Fordítás
Ez a szócikk részben vagy egészben  a   Decyne című angol Wikipédia-szócikk ezen változatának fordításán alapul.  Az eredeti cikk szerkesztőit annak laptörténete sorolja fel. Ez a jelzés csupán a megfogalmazás eredetét és a szerzői jogokat jelzi, nem szolgál a cikkben szereplő információk forrásmegjelöléseként.